# Mittweida (Markersbach)
Mittweida ist ein Ortsteil der Gemeinde Raschau-Markersbach im Erzgebirge im sächsischen Erzgebirgskreis.

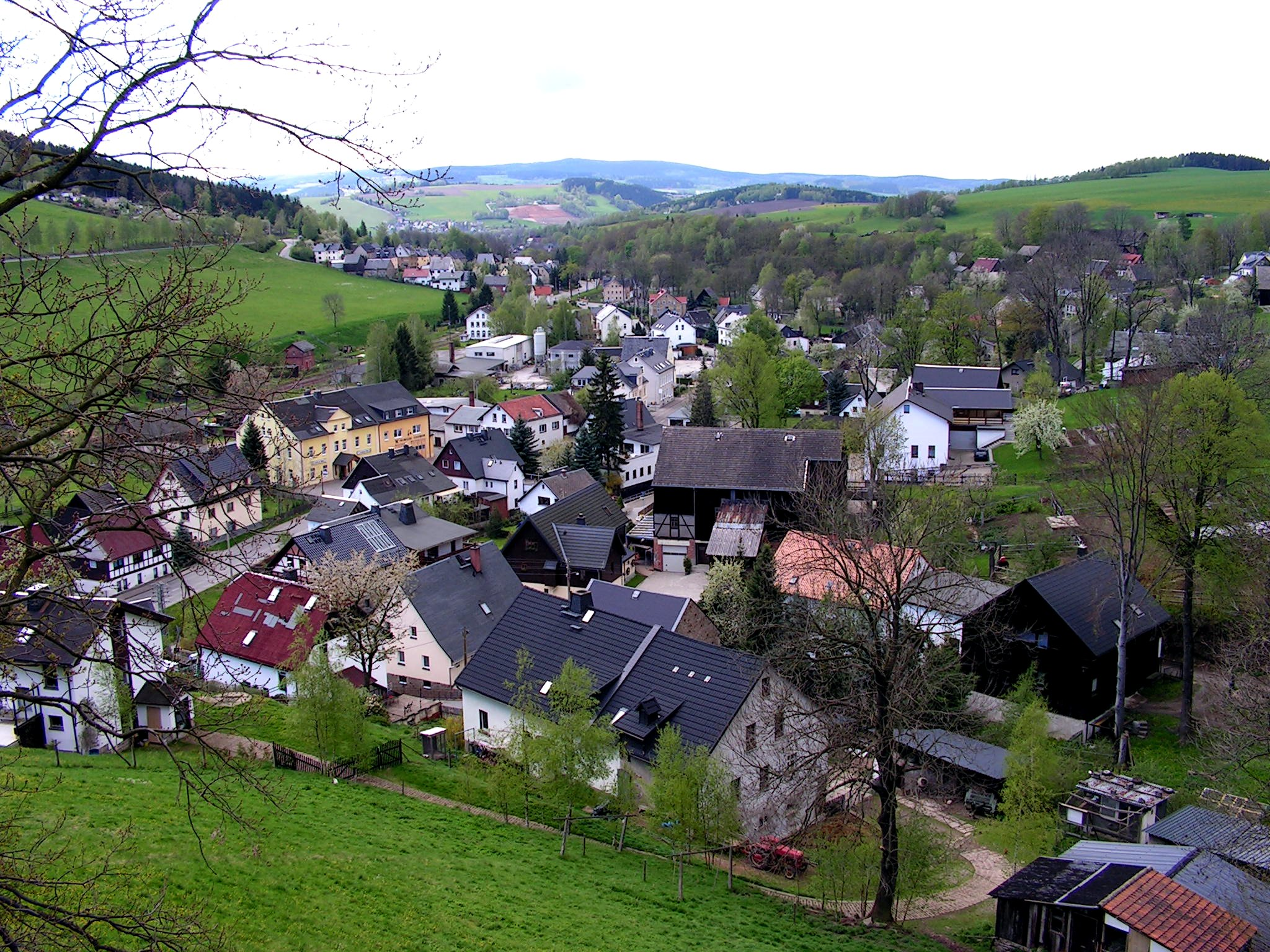
Blick auf den Markersbacher Ortsteil Mittweida

## Geschichte
Das Waldhufendorf Mittweida wird erstmals 1286 in einer fragmentarischen Matrikel des Bistums Naumburg erwähnt. Wahrscheinlich ist es zur gleichen Zeit wie die benachbarten, direkt an die Mittweidaer Dorffluren anstoßenden Dörfer Markersbach, Schwarzbach und Raschau um 1200 entstanden. Anders als die letztgenannten Dörfer wurde Mittweida 1240 nicht mit an das Kloster Grünhain verschenkt und gehörte auch nie zu dessen Besitz. Es war ein Bestandteil der Grafschaft Hartenstein und wurde als solches 1406 mit an die Schönburger verpfändet. Seit dem Verkauf des oberwäldischen Teils der Grafschaft an das Kurfürstentum Sachsen 1559 gehörte Mittweida zum Amt Crottendorf und später zum Amt Schwarzenberg.
Besondere Bedeutung hatte das Dorf durch die hier betriebene Eisenerzeugung und -verarbeitung. Zeitweise wurden sieben Eisenhütten hier betrieben, darunter das bis 1860 aktive Hammerwerk Obermittweida, der Pöckelhammer sowie ein Drahtwerk in der Dorfmitte mit der zweitstärksten Produktion in Sachsen. Weiterhin war Mittweida ein Zentrum der Nagelschmiederei und wurde am 29. März 1848 im Nagelschmiedeaufstand ein Schauplatz des Maschinensturms. Aufständische Nagelschmiede zerstörten die Maschinennagelfabrik von Gustav Jahn, die aus dem Drahtwerk hervorgegangen war, nachdem sie zuvor bereits die Leinbrocksche Fabrik in Elterlein gestürmt hatten. Nachfolgend etablierten sich an den vorhandenen Wasserläufen die Papier- und Pappenherstellung sowie die Holzschleiferei. Der wirtschaftliche Niedergang des Dorfes ging mit der Weltwirtschaftskrise in den 1920er Jahren einher.
Nach langwierigen Verhandlungen gab Mittweida zum 1. Juli 1935 nach Verfügung des Reichsstatthalters Martin Mutschmann seine Selbstständigkeit auf und wurde Bestandteil der Gemeinde Markersbach.

## Einwohnerentwicklung
Die folgenden Einwohnerzahlen beziehen sich jeweils auf Mittweida mit Obermittweida:
- 1559 – 35 besessene Mann
- 1660 – 210 Personen über 14 Jahren (davon 63 Paar Eheleute)
- 1755 – 328 Personen über 14 Jahren (davon 108 Paar Eheleute)
- 1764 – 27 besessene Mann, 28 Häusler, 9 Hufen
- 1795 – 758
- 1834 – 1010
- 1871 – 1086
- 1890 – 1324
- 1910 – 1388
- 1925 – 1372

## Persönlichkeiten
- Carl Gotthilf Nestler (1789–1864), erzgebirgischer Hammerherr und Begründer der Firma Nestler & Breitfeld
- Enoch Pöckel (1578–1627), Hammerherr, Ratsmitglied und Ratsbaumeister in Leipzig
- Rudolph von Schmertzing (1591–1646), kurfürstlich-sächsischer Major und Kriegskommissar, Besitzer des Hammerwerks Förstel sowie kurzzeitig Pächter des Hammerwerks Obermittweida
- Andreas Siegel (1569–1637), Unternehmer, Hammerherr zu Mittweida und Großpöhla
- Balthasar Siegel (1534–1575), Unternehmer, Hammerherr zu Mittweida und Großpöhla